# Пыктыганъёган
Пыктыганъёган (устар. Пыктыган-Еган) — река в России, протекает по Ханты-Мансийскому АО. Вытекает из озера Весэмтор. Устье реки находится в 284 км по левому берегу реки Кулынигол. Длина реки составляет 17 км.

## Данные водного реестра
По данным государственного водного реестра России относится к Верхнеобскому бассейновому округу, водохозяйственный участок реки — Вах, речной подбассейн реки — бассейн притоков (Верхней) Оби от Васюгана до Ваха. Речной бассейн реки — (Верхняя) Обь до впадения Иртыша.
Код объекта в государственном водном реестре — 13011000112115200038217.